# Harald Damsleth
Harald Damsleth (Bréma, 1906. augusztus 16. – 1971. március 1.) német származású norvég illusztrátor. Német édesanya és norvég édesapja gyermekeként született Németországban. Édesapja hamarosan visszatért Norvégiába dolgozni, Harald édesanyja haláláig Németországban maradt, majd ő is Norvégiába költözött. Leginkább a Nasjonal Samling (a norvég fasiszta párt) számára készített propagandaplakátjairól ismert. A második világháborúban haditudósítóként is dolgozott, majd elítélték, pár évet börtönben is ült, aztán uralkodói kegyelmet kapott.